# متلازمة رينفيلد
متلازمة رينفيلد (بالإنجليزية: Renfield syndrome)‏ أو مصاص الدماء السريري (بالإنجليزية: Clinical vampirism)‏ هو مرض عقلي ونفسي خطير يجعل الشخص المصاب به مصاب برغبة لا يمكن مقاومتها بأن يقوم بشرب الدم. يعتبر مرض متلازمة رينفيلد مرض نادر جدا ولا تسجل له أي حالات تقريبا ولكن كان هناك الكثير من السفاحين والقتلة المتسلسلين الذي كانوا مصابين بهذا المرض، ومن أشهرهم كان فريتز هارمان، ولهذا يربط مرض متلازمة رينفيلد بالجرائم الغير عادية والعنيفة جدا. أبرز أعراض هذا المرض هو شرب الدم، وفي بعض الأحيان السلوكيات المريبة والغريبة والعنيفة المرتبطة بهذا المرض. كان هناك حوالي 50000 مصاب بمتلازمة رينفيلد حول العالم في الفترة بين عامي 1882 و2010.